# Colegio Mayor de Oviedo (Salamanca)
El Colegio Mayor de Oviedo, conocido antiguamente como Colegio Mayor de San Salvador, es un colegio mayor de la Universidad de Salamanca ubicado en Salamanca (España).

## Historia
Fue fundado con el nombre de Colegio Mayor San Salvador por Diego de Muros el 21 de septiembre de 1521. Con el tiempo, y debido a que el fundador había sido obispo de Oviedo, fue conocido como Colegio Mayor de Oviedo, nombre que finalmente adoptó.
Como curiosidad, Domingo Hernández de Maceras que fue cocinero del colegio, publicó en el año 1607 un libro titulado Libro del arte de cozina que refleja la comida de los colegiales y del que se han realizado algunas ediciones modernas.
Dentro de las estancias del edificio destacaba una capilla de estilo barroco, obra de José y Joaquín de Churriguera. En 1750 se nombra arquitecto del Colegio a Simón Gabilán Tomé, aunque se desconoce su aportación al edificio.
En el último tercio del siglo XVIII acusaba mal funcionamiento, por lo que se llevaron a cabo una serie de reformas, que finalmente no consiguieron su objetivo y el colegio se extinguió en 1797. Su archivo fue trasladado hacia 1802 al Palacio Real de Madrid y devuelto a la ciudad en 1954. El edificio fue destruido por los franceses hacia 1812 para construir las defensas de Salamanca y su biblioteca expoliada. Recuperada por el ejército aliado, tras la batalla de Vitoria, Fernando VII se la regaló a Lord Wellington y se encuentra actualmente en su casa de Londres, aunque antes de ello, entre 1817 y 1818 parte de los impresos fueron destinados al Seminario de Nobles de Madrid.
En 1995 es refundado como residencia universitaria y, posteriormente, en 2012 retoma el status de colegio mayor. El Colegio está situado en el Campus Universitario Miguel de Unamuno.

## Colegiales ilustres
- Diego de Covarrubias y Leiva (1512-1577).
- Diego de Álava y Esquivel, obispo de Astorga, de Ávila y de Córdoba.
- Diego de La Cantera-Salazar López de Herrán, (Garoña, Burgos, 1520?-1591) Publicó en 1563 Quaestiones criminales practicae. Inquisidor en el reino de Murcia, Santiago y Cuenca. Vicario general de Pamplona
- Toribio de Mogrovejo (1538-1606), santo de la Iglesia católica y segundo arzobispo de Lima.
- Gil Carrillo de Albornoz (1579-1649), cardenal, gobernador del ducado de Milán y camarlengo del Colegio Cardenalicio.
- Melchor de Navarra y Rocafull (1626 – 1691), Virrey del Perú.
- José Gregorio de Rojas y Velázquez (1644 - 1709), obispo de León y de Plasencia.
- Francisco del Rallo Calderón (1678 - 1765), ministro de Estado y primer marqués de Fuente Hermosa de Miranda.
- Andrés Mayoral Alonso de Mella (1685 - 1769), arzobispo de Valencia.

## Directores del Colegio Mayor de Oviedo
- Fernando J. Esteban (1995-2003).
- Cristina Ventura (2003-2007).
- José Carlos Poveda Rogado (2007-2009).
- Juan Mateos Tejedor (2009-2012).
- Eva Lahuerta Otero (2012-2018).
- Adán Carrizo González-Castell (2018-2020).
- Ester Hernández Bejarano (2020-2021).
- Ana Fernández Maciá (2021-2022).
- Ignacio Mateos Ruiz (2022-2024).
- Luis Miguel Sánchez Gil (2024-)

## Equipo directivo actual
- Luis Miguel Sánchez Gil, Director del Colegio Mayor de Oviedo.
- Irene González Pulido, Subdirectora del Colegio Mayor de Oviedo.
- Pablo Ramos Hernández, Subdirector del Colegio Mayor de Oviedo.
- Saulo García Mendoza, Coordinador de Cultura del Colegio Mayor de Oviedo.
- Eduardo García Crespo, Coordinador de Deportes del Colegio Mayor de Oviedo.
- Adrián Herrera Montero, Coordinador de Integración y Vida Colegial del Colegio Mayor de Oviedo.